# Sargassum muticum
Espèce
Sargassum muticum plus communément dénommée Sargasse japonaise  est une espèce d'algues brunes, épilithe de la famille des Sargassaceae, endémique du Japon, mais qui a été récemment introduite dans une grande partie du monde, dont sur les côtes françaises où elle s'étend depuis les années 1980, contribuant à ce que certains dénomme biodiversité négative ou « pollution biologique ».

## Aire de répartition, invasivité, impacts
Cette espèce fut introduite en Californie en 1940, puis sur la côte atlantique française vers 1960 pour l'opération « RESUR » (opération Résurrection) ; Par suite de la forte mortalité de l'huître portugaise, Crassostrea angulata, partout en Europe, les ostréiculteurs avaient décidé de cultiver une huitre japonaise Crassostrea gigas, l'espèce même qui avait causé l'extinction de l'huitre portugaise. Il s'ensuivit de multiples introductions d'espèces dont cette Sargasse japonaise. 
Cette espèce fait preuve de grandes facultés de régénération et d'adaptation (en France elle a colonisé le Finistère jusqu'à la Belgique et en mer Baltique en quelques décennies, tout en s'installant dès les années 1980 en Méditerranée, jusque dans l'étang de Thau,), d'une bonne capacité de profifération et de colonisation de nouveaux milieux, au détriment des espèces autochtones,. Elle est aujourd'hui considérée en expansion et comme très invasive dans de nombreux pays, que ce soit en Mer Méditerranée, en Atlantique, puis en Manche ou en Mer du Nord. Ses effets écosystémiques (directs et indirects et à court et long terme) sur les communautés subtidales et benthiques, notamment dans les mares et plus généralement sur la biodiversité) sont encore incomplètement évalués, notamment car son extension ne semble pas terminée. La présence de tapis denses de cette espèce modifie considérablement certains environnements subaquatiques. On a ainsi montré au sud-ouest des Pays-Bas où l'espèce a été détectée vers 1985 (à Grevelingen puis dans une partie de l'estuaire de l'Escaut) que là où le tapis de plante est dense et dans une eau peu renouvelée (ex : Lac salé de Grevelingen où S. muticum formait une canopée persistante, dense et étendue couvrant 100 % du fond (4 442,5 ± 525,6 grammes en poids humide par m2, 640,3 ± 75,8 g en poids sec m−2) l'espèce a un effet sur la pénétration de la lumière (97 % du rayonnement solaire intercepté à 10 cm dans ce cas) avec une élévation de la température de l'eau en surface (+2,7 °C dans le même cas).

## Habitat
Substrats rocheux et cuvettes de l'estran et de la bande médiolittorale. 	

## Description
Son thalle fixé au substrat rocheux par un disque d'où se ramifient plusieurs frondes cylindriques peut atteindre 1 m de long. 
Il est de couleur brun à jaunâtre. Les frondes sont très ramifiées et portent de nombreuses lames foliacées (phylloïdes (de)), plus ou moins développées ainsi que des vésicules aérifères (aérocystes à pédoncules). 
« Les ramifications sont plus longues à la base du thalle ». 

« Les conceptacles sont groupés sur des réceptacles cylindriques ».

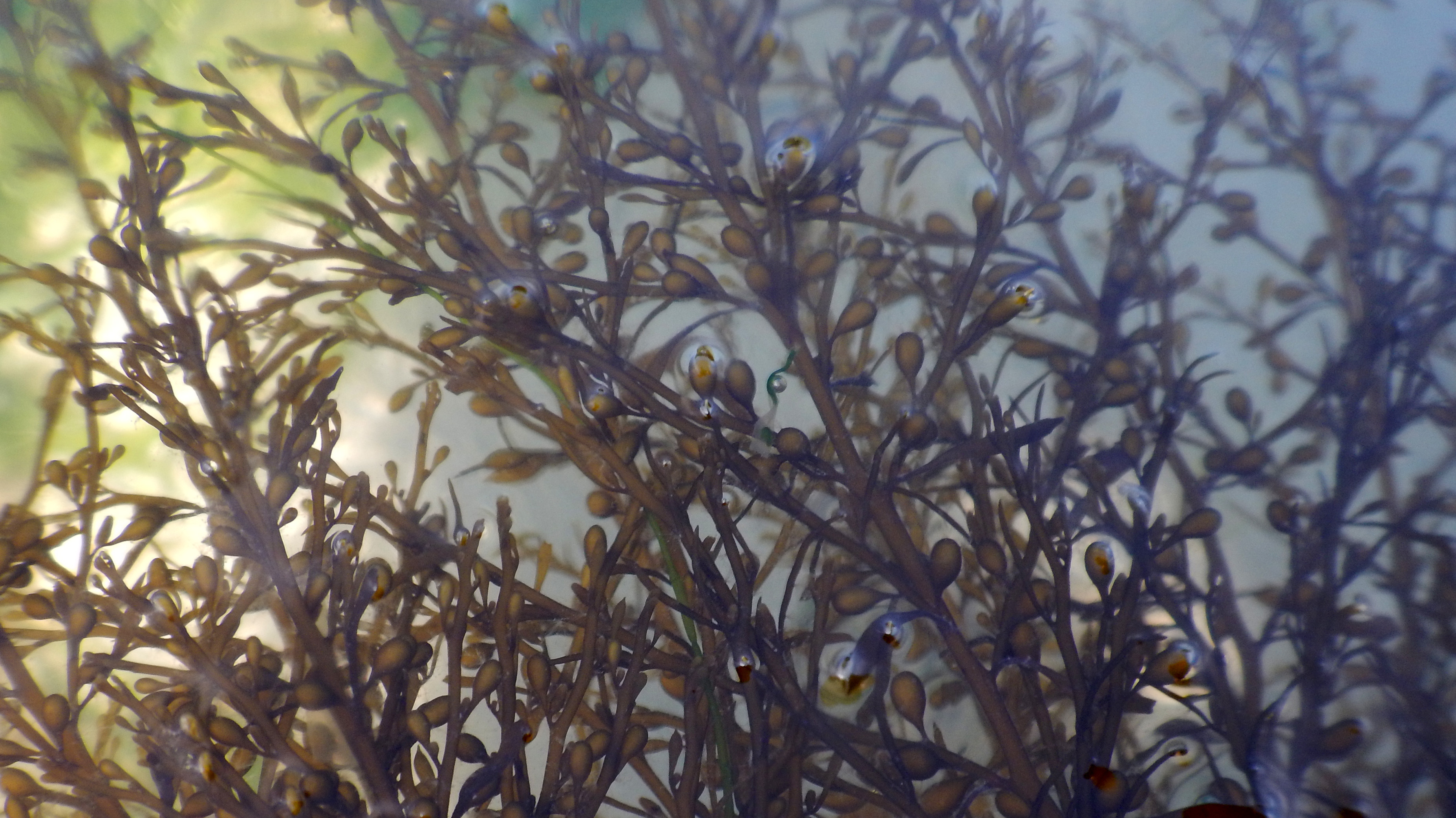
Bordure d'une « canopée » de sargasses (propice à un réchauffement local de l'eau à marée basse[15]) .
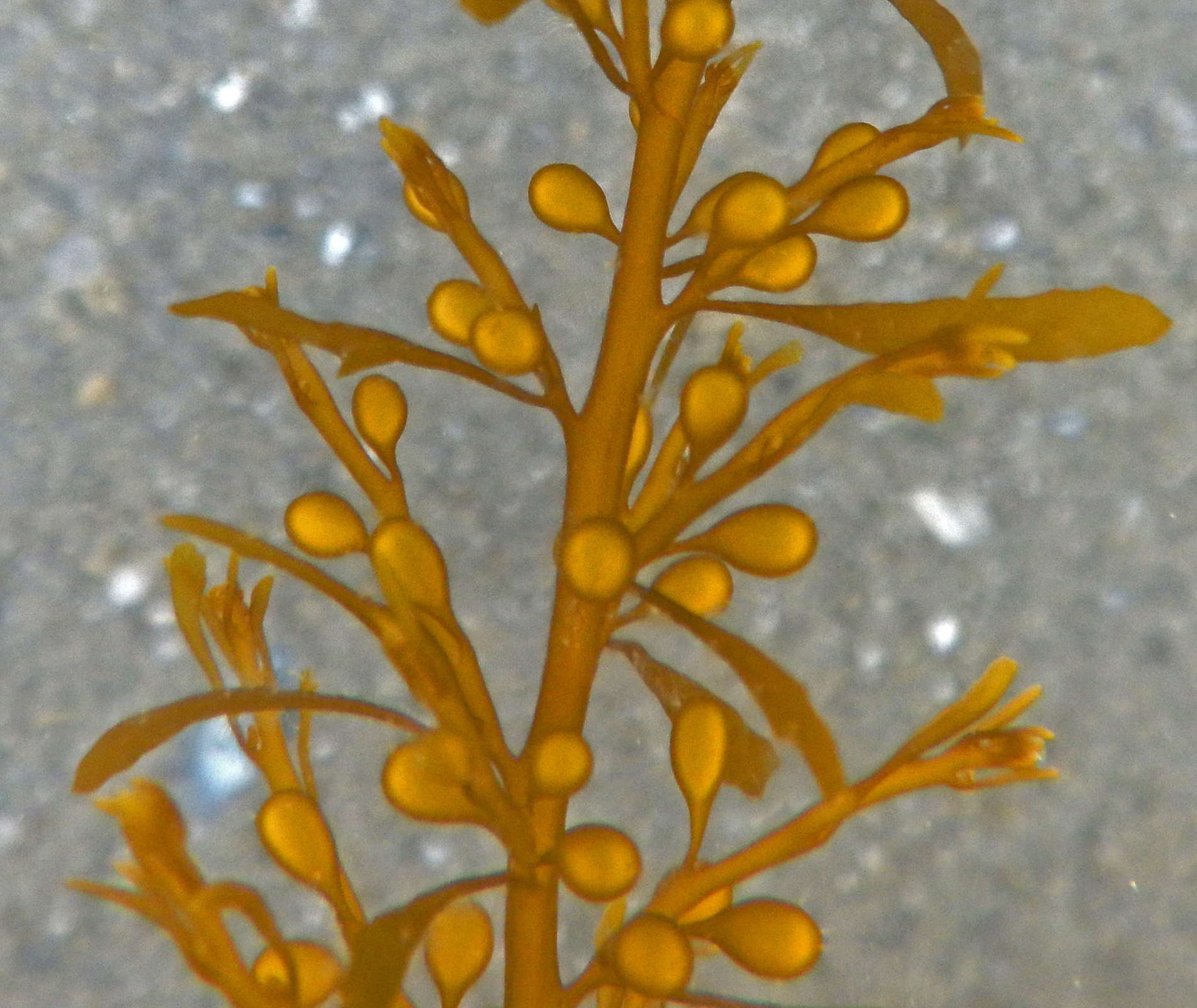
Vue d'une fronde et de ses flotteurs (aérocystes à pédoncules).
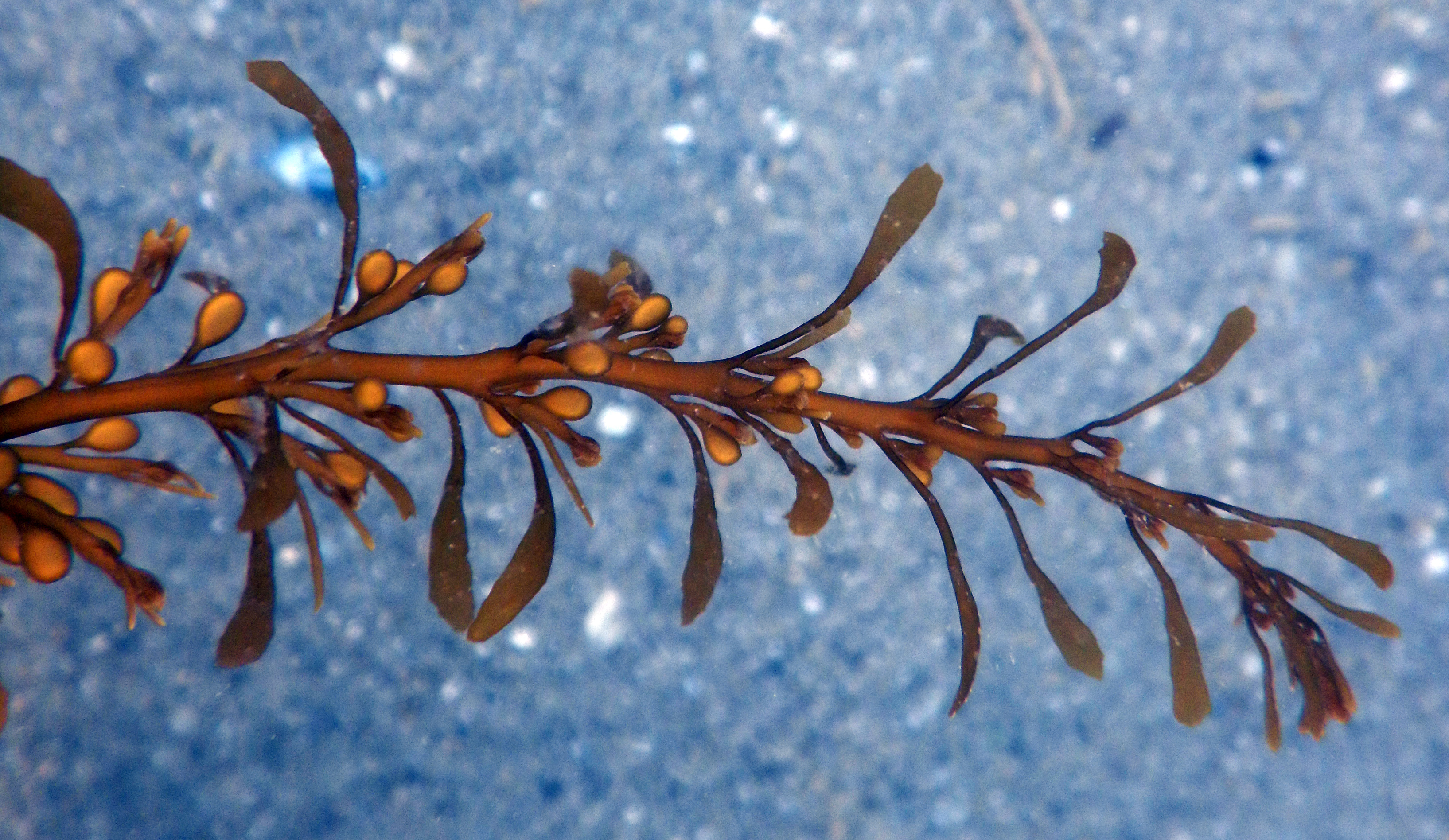
Extrémité d'une fronde de sargasse.

## Biologie, cycle de vie
Des individus diploïdes (sporophytes) produisent des gamètes ; 
En 1974, Jensen a supposé que le gamétophyte est très réduit et se développe sur le sporophyte. 
Le cycle de l'espèce est digénétique et haplodiplontique
Les conceptacles sont unisexués, mais les réceptacles sont bisexués selon Coppejans (1995).

## Recherche
Cette espèce présente une rusticité qui intéresse l'industrie biotechnologique et de la chimie verte, ce pourquoi elle a fait ou fait encore l'objet de travaux de recherche, in situ et en laboratoire, dont par exemple à propos de sa capacité à biosynthétiser ou contribuer à la synthèse de nanoparticules d'intérêt,, à épurer l'eau de certaines molécules ou absorber le nickel, ou encore le chrome hexavalent ou le cadmium (deux métaux très toxiques),,.
Certaines études ont également recherché la microfaune ou les communautés qui vivent dans les frondes de cette espèce, (qui ne se sont pas montrées très spécifiques). 
Bazes et al (2009) se sont aussi intéressés aux molécules antibiotiques et naturellement antifooling sécrétées par la plante dans le milieu ou dans son mucilage protecteur, molécules qui se sont montrées potentiellement intéressantes pour la production d'antifooling moins écotoxiques, et d'autres chercheurs se sont intéressés aux changements saisonniers de sa composition biochimique
D'autres évaluent sa biomasse, sa résistance aux courants et aux turbulences, ou aux vagues, sa phénologie, ses limites écologiques (en termes de température ou de faible salinité notamment) ou recherchent des moyens d'éventuels contrôler la prolifération de l'espèce.
On étudie aussi la capacité d'espèces proches (il en existe plusieurs devant le littoral brésilien, qui présentent des caractéristiques proches ) à également éventuellement devenir invasives